# John Bentley (Fußballspieler)

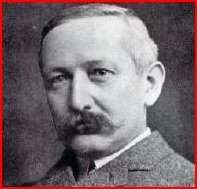
John Bentley

John Bentley (* Juni 1860 in Chapeltown, Lancashire; † September 1918) war ein englischer Fußballspieler, -trainer und -manager.

## Karriere
Bentley kam, nachdem er von 1878 bis 1885 beim Turton FC gespielt hatte, zu Manchester United im Jahre 1912, nachdem J. Ernest Mangnall zu Manchester City ging. In seine Zeit fallen keine Titel. Bentley wurde von Jack Robson 1914 abgelöst.

## Spielerstationen
- Turton F.C. (1878–1885)

## Trainerstationen
- Manchester United (1912–1914)

| Personendaten    | Personendaten                                    |
| ---------------- | ------------------------------------------------ |
| NAME             | Bentley, John                                    |
| KURZBESCHREIBUNG | englischer Fußballspieler, -trainer und -manager |
| GEBURTSDATUM     | Juni 1860                                        |
| GEBURTSORT       | Chapeltown, Lancashire                           |
| STERBEDATUM      | September 1918                                   |